# Козир Олександр Хомич
Козир Олександр Хомич  (1903—1961) — радянський український кінорежисер. Нагороджений медалями.

## Біографічні відомості
Народився 27 січня 1903 р. в Києві в родині службовців. Закінчив кінофакультет Київського музично-драматичного інституту ім. М. Лисенка (1929).
З 1929 р. — режисер Київської кіностудії художніх фільмів ім. О. П. Довженка. Багато працював у галузі дубляжу.
Був членом Спілки кінематографістів України.
Помер 15 березня 1961 р. в Києві.

## Фільмографія
- «Одного разу влітку» (1936, асистент режисера)

Другий режисер:
- «Подвиг розвідника» (1947)
- «Нерозлучні друзі» (1952)
- «Мати» (1955)
- «Загибель ескадри» (1965)
- «Їх знали тільки в обличчя» (1966)
- «Театр і поклонники» (1967)
- «Камінний хрест» (1968)
- «Серце Бонівура»
- «Важкий колос» (1970)
- «Назад дороги немає» (1971, т/ф, 3 с, у співавт.)
- «Осяяння» (1972, у співавт.)
- «Мріяти і жити» (1974, у співавт. з А. Івановим; реж. Юрій Іллєнко) та ін.

Режисер-постановник:
- «Стьопа-капітан» («Адмірал», 1953)
- «Далеке і близьке» (1957, у співавт. з М. Макаренком)
- «Небо кличе» (1959, у співавт. з М. Карюковим)